# Beuningen

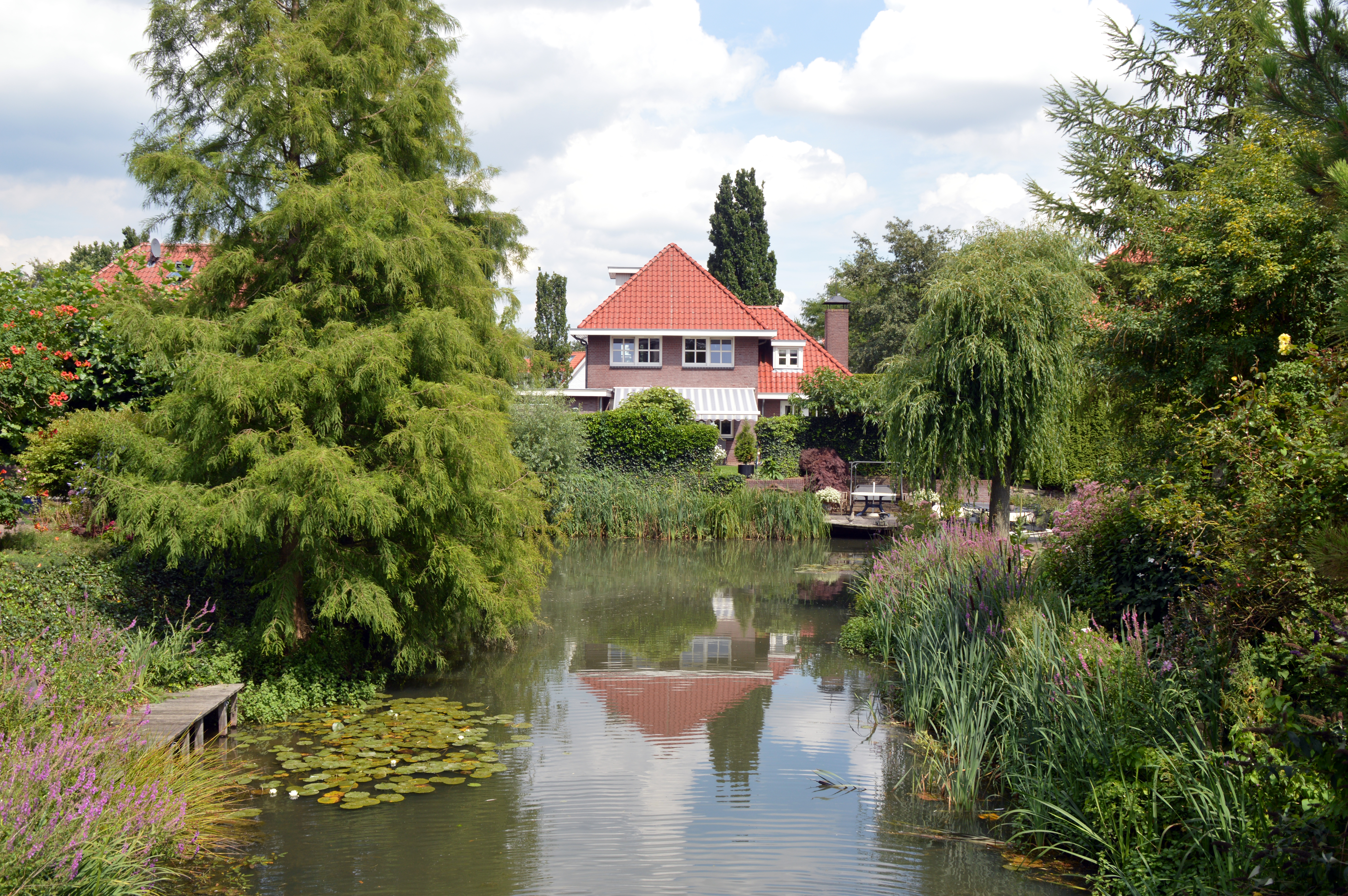
Eikenpark sedd från Beuningen.

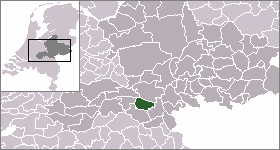

Beuningen är en kommun i provinsen Gelderland i Nederländerna. Kommunens totala area är 47,17 km² (där 3,31 km² är vatten) och invånarantalet är på 25 215 invånare (2005).